# Odessa Young
Odessa Young (Sydney, 11 gennaio 1998) è un'attrice australiana.

## Biografia
Nata da una scrittrice e un musicista, Odessa Young ha iniziato a recitare all'età di 11 anni. Nel 2015, grazie al suo ruolo in The Daughter, ha ricevuto recensioni calorosamente positive da parte della critica australiana, vincendo l'AACTA alla miglior attrice nel 2016. Nel 2018 è stata protagonista del film Assassination Nation ed ha debuttato a teatro in Days of Rage. Due anni più tardi ha recitato nella miniserie The Stand e in Shirley.

## Filmografia

### Attrice

#### Cinema
- The Daughter, regia di Simon Stone (2015)
- Looking for Grace, regia di Sue Brooks (2015)
- Sweet Virginia, regia di Jamie M. Dagg (2017)
- Assassination Nation, regia di Sam Levinson (2018)
- A Million Little Pieces, regia di Sam Taylor-Johnson (2018)
- Arrivederci professore (The Professor), regia di Wayne Roberts (2018)
- The Giant, regia di David Raboy (2019)
- Shirley, regia di Josephine Decker (2020)
- Secret Love (Mothering Sunday), regia di Eva Husson (2021)
- Manodrome, regia di John Trengove (2023)
- The Order, regia di Justin Kurzel (2024)
- Springsteen - Liberami dal nulla (Springsteen: Deliver Me From Nowhere), regia di Scott Cooper (2025)

#### Televisione
- Tricky Business - serie TV, 13 episodi (2012)
- Wonderland – serie TV, 3 episodi (2015)
- The Stand – miniserie TV, 9 puntate (2020)
- The Staircase - Una morte sospetta (The Staircase), regia di Antonio Campos e Leigh Janiak – miniserie TV (2022)
- The Narrow Road to the Deep North, regia di Justin Kurzel – miniserie TV (2025)

## Doppiatrici italiane
Nelle versioni in italiano delle opere in cui ha recitato, Odessa Young è stata doppiata da:
- Mariagrazia Cerullo in Assassination Nation, Manodrome
- Margherita De Risi in Secret Love
- Virginia Brunetti in Arrivederci professore
- Beatrice Maruffa in The Staircase - Una morte sospetta